# Coup (indianen)
Een coup was (en is) bij prairie-indianen in Noord-Amerika een daad van moed in een gevecht.
"Coup" is een Frans woord dat "slag" of "stoot" betekent. Dit houdt verband met de eigenlijke en moedigste coup: het met de blote hand aanstoten van een vijand zonder hem te doden of zelf gewond te raken.
Bij verschillende indianenstammen was het een sport zo veel mogelijk "coups" op zijn naam te zetten. Hierdoor groeide een krijger in aanzien en bij veel stammen verdiende hij hiermee een adelaarsveer om in zijn haar te dragen. Na een tweede coup werd er een rode streep op geschilderd en na de derde werd de veer horizontaal gedragen. Een vierde coup leverde de krijger een tweede veer op. Wanneer de vijand was gedood of gewond of de krijger was zelf gewond geraakt, dan werd dit ook op de veer aangegeven. Bij andere stammen mocht de krijger een veer dragen voor elke (door de raad van opperhoofden aanvaarde) coup.
Andere mogelijkheden om coups te 'scoren' waren bijvoorbeeld het roven van het paard van een vijandelijke krijger, het aanraken van de borstwering van de vijand die jouw groep beschoot, en het scalperen van een vijand. De spelregels verschilden per stam. Zo werd bij sommige stammen het scalperen van een levende vijand hoog aangeschreven, maar als de krijger door de vijand hierop werd betrapt en hij werd gevangengenomen, dan kon dit hem op een wrede dood aan de martelpaal komen te staan.

## Tegenwoordig
Verschillende indianenstammen weten ondanks hun gedwongen verblijf in een reservaat tradities levend te houden. Ook de "coup" is nog niet vergeten. Zo wisten in mei 2010 enkele Lakota-indianen een coup te behalen op een helikopter. De regering wilde een massagraf openen uit de slag bij Wounded Knee, waar destijds de indianen de laatste vernietigende slag werd toegebracht. De Lakota's zagen in de regeringsactie een schending van hun rechten en verhinderden de door de regering gestuurde helikopters te landen.